# Koagulációs nekrózis
A koagulációs nekrózis (más néven alvadásos sejtelhalás) legfőbb oka a sejt fehérjéinek kicsapódása. A károsodás, az elhalást kísérő acidosis, azaz a sejt pH-jának csökkenése nemcsak a szerkezeti, hanem az enzimfehérjéket is kicsapja, denaturálja, így akadályozva meg a lebontó, proteolitikus enzimek működését, ezáltal a sejt elemésztését. Ennek is köszönhető, hogy egy ilyen nekrotikus átalakuláson átesett sejt megtartja körvonalait, legalább néhány napig.
Fénymikroszkópban a sejtek határai felismerhetők. A citoplazma a lebontott RNS nélkül elveszti bazofil festődését, és világospiros, eozinofil lesz. A magfestés sem vezet eredményre, mivel a sejtmag szétbomlik.
Leggyakrabban koagulációs nekrózis szívinfarktus esetén figyelhető meg, ahol az artériás elzáródás miatt hypoxia (oxigénhiány) jön létre a szívizomban, amely sejtelhaláshoz vezet. A mag nélküli, koagulált sejtek körvonalai hetekig is fennmaradhatnak. Ilyenkor a fentebb felvázolt kép alakul ki kiegészítve azzal, hogy az elhalt sejtek bekebelezését végző makrofágok a szívizomsejtek fragmentált sejttörmelékét eltávolítják, a fehérvérsejtek pedig lizoszómális enzimjeik révén a maradékot is felbontják. Ezeket a sejteket együttesen, melyek különleges mintázatot alkotnak szövettani preparátumon, sarjszövetnek nevezzük.

## A koagulációs nekrózis típusai
- Ischaemiás elhalás: szívben, vesében, lépben fehér vagy vértelen infarktus; tüdőben, belekben vörös vagy vérzéses infarktus.
- Sajtos nekrózis
- Zenker-féle viaszos elhalás: harántcsíkolt izomban (például hasizomban) alakul ki leginkább tífuszos, tetanuszos fertőzés hatására, mely halhússzerű, bevérzéses, majd széteső izomrostokat eredményez.
- Pörkösödés: sav, lúg, tömény fémsók, baktérium toxinok (vérhas, torokgyík) hatására a bőr és nyálkahártya elhalt szövetéből és fibrines izzadmányból álló sebváladék beszáradása okozza.

## Lásd még
- Patológia
- Nekrózis
- Kollikvációs nekrózis
- Sajtos nekrózis
- Apoptózis